# Mimudea cervinalis
Mimudea cervinalis là một loài bướm đêm trong họ Crambidae.